# 布埃纳文图拉·巴埃斯
布埃纳文图拉·巴埃斯·蒙德斯（西班牙語：Buenaventura Báez Méndez，1812年7月14日—1884年3月14日）是多米尼加政治家，曾5次任共和国总统。因极力使自己的国家归并美国而出名。其子拉蒙·巴埃斯在1914年也担任过总统。

## 生平
巴埃斯出生于巴拉奥纳的卡布拉尔，他出身于富裕而显赫的家庭，在欧洲受过教育。1843年投身政治，参加领导争取脱离海地统治、建立独立共和国的起义。当时，他认为多米尼加只有成为法国的保护国才能保持独立。为此于1846年前往欧洲，但法国对此不感兴趣。1849—1853年首次出任总统。1850年试图使多米尼加归并美国未果。第二次任职期间（1856—1858），因参与非法的金融交易，被政变者推翻。后来他请求西班牙占领多米尼加，自己则流亡到欧洲，在西班牙人资助下过着舒适的生活。1865年西班牙人撤出多米尼加，他回国第三次任总统。1866年5月再次被政变者赶下台。1868年四度任总统，决意使多米尼加归并美国，甚至以保护多米尼加免受海地侵略为名要求美国派出军舰，其实是要保护他自己的商业利益。不久美国军舰撤走
。1874年他被迫辞职。1876—1878年最后一次出任总统。后被永久放逐到波多黎各，并死于那里。巴埃斯一直被视为十足腐败、置人民生命财产于不顾的暴君。